# Vladimir Vernadski

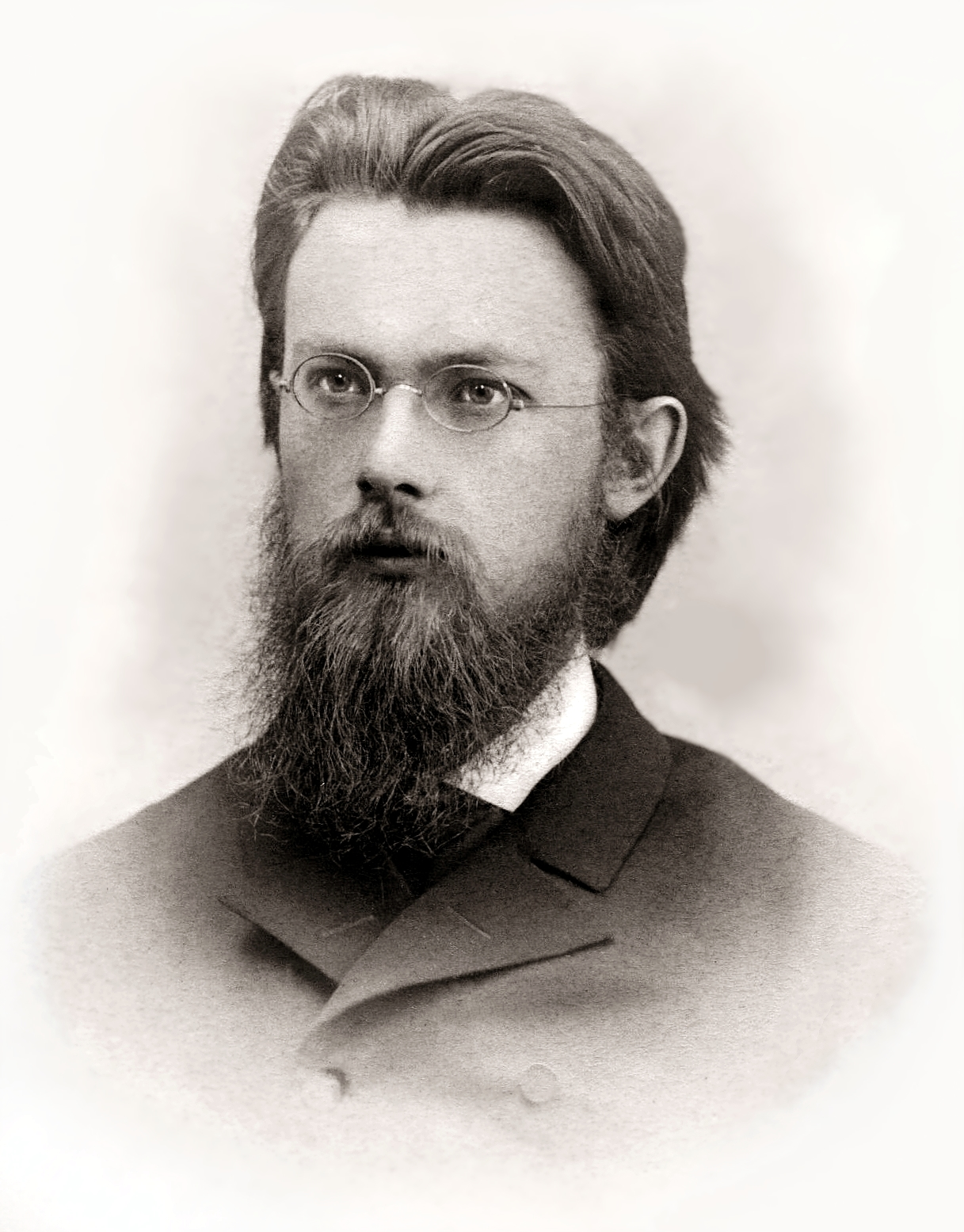
Vladimir Vernadski, Paris 1889

Vladimir Ivanovici Vernadski (în rusă Влади́мир Ива́нович Верна́дский; n. 28 februarie/12 martie 1863, Sankt Petersburg, Imperiul Rus – d. 6 ianuarie 1945, Moscova, RSFS Rusă, URSS) a fost un geochimist și mineralogist sovietic. Acesta este considerat unul dintre fondatorii geochimiei, a biogeochimiei și a radiogeologiei. De etnie ucraineană, acesta a fost fondatorul Academiei de Științe din Ucraina (în prezent Academia Națională de Științe a Ucrainei).